# 高度戦術レーザー

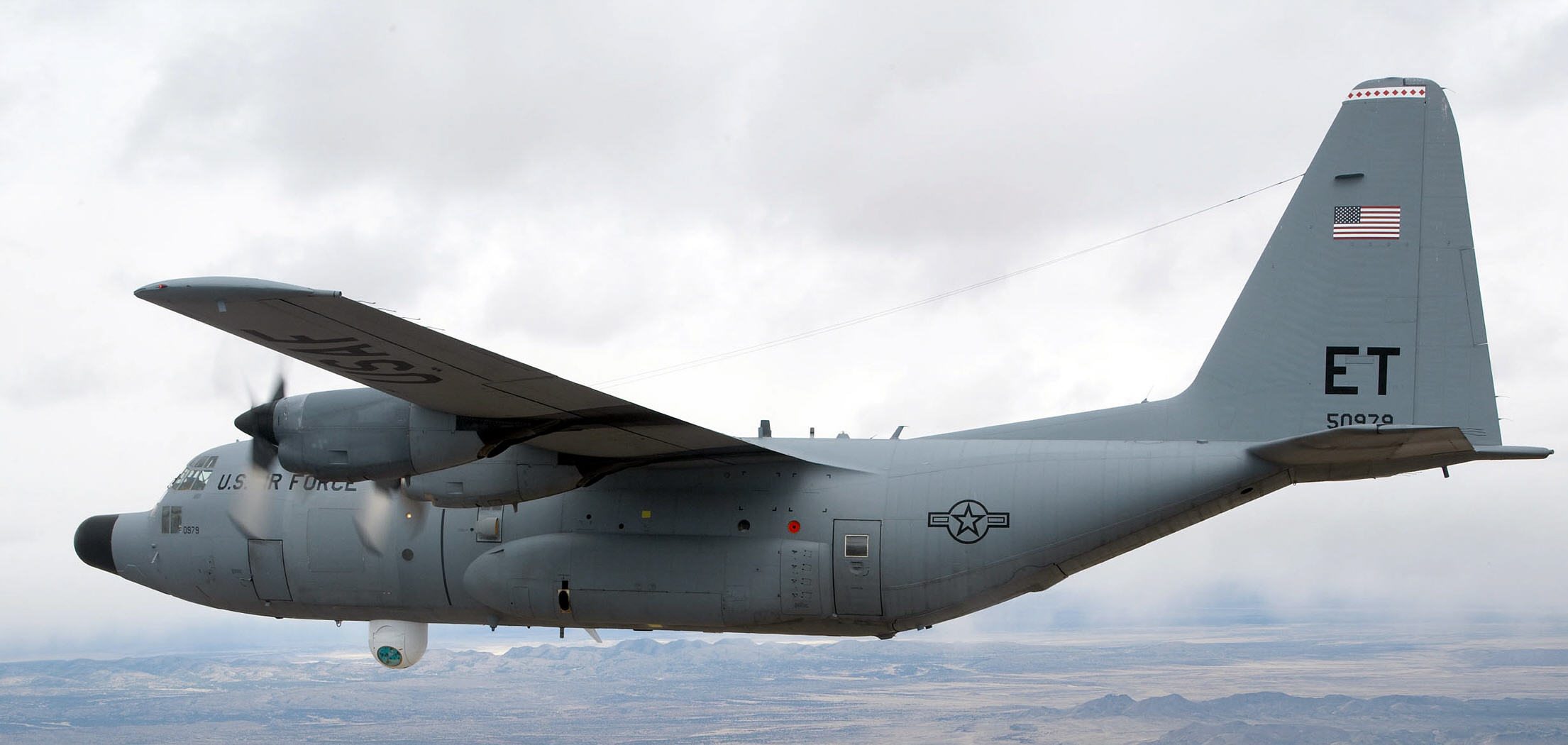
高度戦術レーザーを機内搭載したC-130ハーキュリーズ

高度戦術レーザー（Advanced Tactical Laser、ATL）計画とは、航空機に高エネルギーレーザー兵器を搭載するというアメリカ軍の開発計画の一つである。当初はロッキードAC-130ガンシップに搭載し、市街地やその他の副次被害を最低限に抑えることが重要な領域で、地上標的に対して投入するという計画だった。このレーザーは100kW級の化学酸素ヨウ素レーザー（COIL）である。およそ20kmほどの戦術的な射程を持つものと予期され、総重量はおよそ5,000kgから7,000kgである。本計画は、ブースト段階の敵ミサイル撃墜のために設計された、もっと大規模なシステムである空中発射レーザーとは異なるものである。

## 経緯
1996年、ニューメキシコ州フォート・ウィンゲート近くのホワイトサンズ試験場にあるノーザン・アネックスにて、ブルービーム・空対地戦術レーザーがAC-130(AC-X Son of Spectre))航空機から試射された。後にレイセオン社は、同じプラットフォームに高エネルギーマイクロ波兵器を加える契約を締結している。このプラットフォームでは両方のシステムとも同時に実戦投入が可能であるものとされた。
2002年、特別作戦司令部は試作機に積むレーザーシステムの試作品を作るため、ボーイング社のウェスト・ヒルに置かれたレーザーおよび電子光学システム部門との契約に入った。この努力にはボーイングSVS Incの大きな補助があった。
2006年1月18日、アメリカ空軍の第46試験航空団はATL計画に用いるC-130Hハーキュリーズ輸送機をボーイング社に引き渡した。2006年夏にレーザーと航空機の両方が試験を受け、2007年にシステム統合試験に至り、その後に本格的な開発が行われた。
2007年12月4日、レーザーをC-130Hハーキュリーズに搭載する作業が完了し、2008年にデモンストレーションとさらなる試験が準備されていることをボーイングは公表した。
空中発射レーザーシステムは、本兵器の「否定可能性」を理由として、普通ならば「手出し無用」とみなされるような標的の攻撃に投入され得るという幾ばくかのおそれがある。このような兵器は従来観測されたことが無いため、その効果も識別・特定するのが困難であり、レーザー攻撃の決定的な証拠になるのは極めてまれであることを意味する。2008年8月13日、ボーイング社はC-130ハーキュリーズ輸送機に搭載された「高エネルギー化学レーザー」の初めての射撃を行ったと公表した。試射はATLビーム制御システムにより管制された。システムは地上標的を探知し「ATLの戦闘管理システムの指示により」発射した。高度戦術レーザーの重量は12,000ポンド、5443.1kgである。ボーイング社は、ニューメキシコ州のカートランド空軍基地に置かれた3フィート四方の標的板にレーザーが命中したと述べている。
2008年11月5日の記事によれば、最近の空軍科学諮問委員会の報告において「高度戦術レーザーのテストベッドには運用上の有用性が無い」と意見している。これは必ずしも良いアイデアではないという意味ではないのだが、おそらくはさらなる開発が必要だろうとする内容だった。空軍研究所ではプラットフォームでの試験と開発を引き続き実行する。既存の化学レーザーを固体レーザーに換装しようとの議論が幾度か交わされた。より小型で軽量となる固体レーザーは、もっと小型のプラットフォームでも利用しやすくなることが予想された。既存の化学レーザープラットフォームは、ジッターのような問題を低減するため、より先進的な制御ソフトウェアーと装置の開発のために用いられるとされた。
2009年6月18日、高度戦術レーザーが初の飛行中の射撃に成功したと公表された。レーザーシステムは、第46試験航空団のNC-130H航空機がホワイトサンズ・ミサイル実験場を飛行している際に発射され、地上に置かれた標的板に命中した。
2009年8月30日、ボーイング社とアメリカ空軍は高度戦術レーザー搭載機を用い、空中から地上目標を「撃破」した。
試験成功後、高度戦術レーザー計画は中止されている。